# Orthofidonia albifusata
Orthofidonia albifusata är en fjärilsart som beskrevs av Walker 1863. Orthofidonia albifusata ingår i släktet Orthofidonia och familjen mätare. Inga underarter finns listade i Catalogue of Life.